# Gare de San Luis Obispo
La  gare de San Luis Obispo est une gare ferroviaire des États-Unis située à San Luis Obispo en Californie ; elle est desservie par Amtrak. C'est une gare avec personnel.

## Histoire
Elle est mise en service en 1942.

## Service des voyageurs

### Desserte
- Lignes d'Amtrak[1] :
  - Le Coast Starlight: Los Angeles - Seattle
  - Le Pacific Surfliner: San Diego - San Luis Obispo